# Kurta

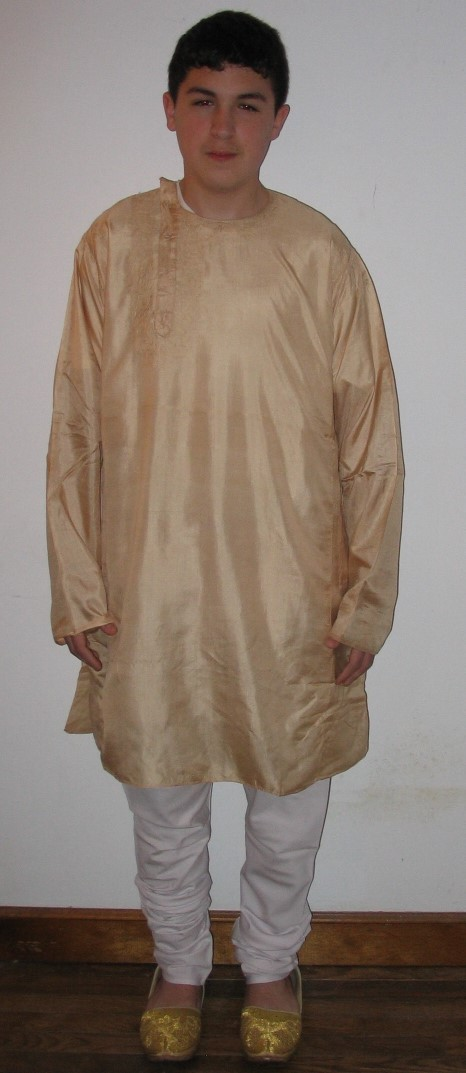
Man klädd i Kurta

Kurta är ett skjortliknande klädesplagg (långskjorta), i allmänhet långärmad, som med eller utan krage bärs av män i Indien. Utformningen av en kurta beror på vilket socialt sammanhang den bärs i. Oftast är den knäppt i halsen. Bärs kurta till fest förenas den ofta med byxplagget pyjama, annars oftast med dhoti.